# Musée du Batha
Le musée du Batha est un musée ethnographique marocain créé à Fès en 1915, au début du protectorat français au Maroc et au sein du palais du même nom à l'architecture hispano-mauresque, préalablement construit sous les règnes des sultans Moulay Hassan Ier (1873-1894) et Moulay Abdelaziz (1894-1908).
- Conservateurs : 
1927-1946 : Marcel Vicaire
Le musée Al Batha des arts islamiques, est une institution culturelle majeure récemment restaurée et inaugurée en février 2025 par le Roi Mohammed VI, dans le cadre du projet de réhabilitation de la médina de Fès. Ce musée, devenu un pôle d'attraction pour les visiteurs marocains et étrangers, met en valeur la richesse de la civilisation marocaine à travers une muséographie moderne et interactive. Il expose des pièces historiques allant de l'époque préislamique jusqu’à la dynastie alaouite, en passant par les grandes dynasties marocaines, et illustre des thématiques telles que l’évolution de la calligraphie, le rôle du Maroc dans la diffusion du savoir, ou encore les modes de vie traditionnels. Parmi les objets remarquables figurent le minbar de la mosquée Al Andalous et des manuscrits rares. Le musée consacre également un pavillon à la ville de Fès, soulignant son importance culturelle et historique. Grâce à une restauration méticuleuse et à une scénographie immersive, le musée Al Batha s’impose comme un symbole du patrimoine islamique marocain et un outil de rayonnement culturel à l’échelle nationale et internationale, ayant accueilli plus de 10 000 visiteurs en quelques mois.